# Lacrimispora saccharolytica
Lacrimispora saccharolytica es una especie de bacteria grampositiva del género Lacrimispora. Fue descrita en el año 2020. Su etimología hace referencia a disolución de azúcar. Anteriormente conocida como Clostridium saccharolyticum. Es anaerobia estricta y formadora de esporas. Tiene un tamaño de 0,5-0,7 μm de ancho por 3 μm de largo. Forma colonias blancas, circulares, convexas y lisas. Temperatura de crecimiento entre 17-43 °C, óptima de 37 °C. Se ha aislado de lodos de depuradora. 